# Frombork (gmina)
Pour la ville, voir Frombork.
Frombork est une gmina mixte du powiat de Braniewo, Varmie-Mazurie, dans le nord de la Pologne. Son siège est la ville de Frombork, qui se situe environ 11 km à l'ouest de Braniewo et 83 km au nord-ouest de la capitale régionale Olsztyn.
La gmina couvre une superficie de 125,82 km2 pour une population de 3 791 habitants.

## Géographie
La gmina inclut les sołectwa de Baranówka, Biedkowo, Bogdany, Drewnowo, Jędrychowo, Krzywiec, Krzyżewo, Narusa, Nowe Sadłuki, Nowiny, Ronin et Wierzno Wielkie.
La gmina borde les gminy de Braniewo, Młynary, Płoskinia et Tolkmicko. Elle borde également la lagune de la Vistule.